# Tibor Sárai
Tibor Sárai (* 10. Mai 1919 in Budapest; † 11. Mai 1995) war ein ungarischer Komponist.
Sárai war Schüler von Pál Kadosa. Er war Leiter der Musikabteilung beim ungarischen Ministerium für Volksbildung, von 1950 bis 1953 Leiter der Musikabteilung des ungarischen Rundfunks und danach bis 1959 Professor an der Musikfachschule Béla Bartók.
Danach wirkte er als Professor an der Musikhochschule in Budapest. Von 1972 bis 1978 gehörte er dem Internationalen Musikrat der UNESCO an. Er komponierte ein Bühnenwerk, zwei Sinfonien, eine Musik für fünfundvierzig Streicher, ein Frühlingskonzert für Flöte, Bratsche, Cello und Streicher, kammermusikalische Werke, Vokalwerke und Lieder.

## Werke
- Sárai Tibor művei. In: Mai magyar szerzők sorozat. Abgerufen am 19. Oktober 2013: „Liszt Ferenc Chamber Orchestra, Frigyes Sándor, Kodály Quartet, Budapest Symphony Orchestra & György LEHEL“

| Personendaten    | Personendaten         |
| ---------------- | --------------------- |
| NAME             | Sárai, Tibor          |
| KURZBESCHREIBUNG | ungarischer Komponist |
| GEBURTSDATUM     | 10. Mai 1919          |
| GEBURTSORT       | Budapest              |
| STERBEDATUM      | 11. Mai 1995          |